# Tischtennis-Europameisterschaft 1996
Die 20. Tischtennis-Europameisterschaft fand vom 27. April bis 7. Mai 1996 in Bratislava statt. Spielorte waren die Haupthalle Pasienski und die Nebenhalle Mladost.
Bei den Herren dominierte Schweden, das Gold im Einzel, Doppel und im Teamwettbewerb gewann. Dazu kommen zwei weitere Medaillen im Einzel. Die gleichen Erfolge erzielte Deutschland im Damenbereich: Nicole Struse wurde Europameisterin im Einzel und im Doppel mit Elke Schall, und auch die Damenmannschaft holte den Titel. Jie Schöpp und Elke Schall erkämpften Bronze im Dameneinzel, Jörg Roßkopf/Steffen Fetzner im Herrendoppel.
Lediglich beim Mixed kamen weder Deutsche noch Schweden unter die letzten Vier.

## Austragungsmodus Mannschaften
Es traten 41 Herren- und 39 Damenteams an.
Es wurde nach dem gleichen Modus wie bei der vorherigen EM 1994 gespielt. Bei der Einteilung der Teams in die Kategorien wurde die Kategorieneinteilung der vorherigen Europameisterschaft unter Berücksichtigung der Auf- und Absteiger zugrunde gelegt. Die beiden Gruppen aus Kategorie 1 bestanden aus sechs Teams, die restlichen Gruppen aus Kategorie 2 und Kategorie 3 enthielten fünf bis sieben Teams. Gespielt wurde im Modus Jeder gegen Jeden. Die beiden Tabellenersten und -zweiten aus Kategorie 1 spielten um die Plätze 1 bis 4, die Dritten und Vierten um die Plätze 5 bis 8 sowie die Fünften und Sechsten um die Plätze 9 bis 12. Analog spielten die zwei Tabellenersten und -zweiten aus Kategorie 2 um die Plätze 13 bis 16, die Tabellendritten und -vierten aus Kategorie 2 um die Plätze 17 bis 20 usw.
In den Platzierungsspielen um Rang 1 bis 4 spielte der Erste aus Gruppe A gegen den Zweiten aus Gruppe B. Die Sieger kämpften um die Europameisterschaft, die Verlierer um Platz 3 und 4. Analog wurden die weiteren Plätze ausgespielt. Ein Mannschaftskampf wurde sowohl bei den Herren als auch bei den Damen nach dem Modifizierten Swaythling-Cup-System für Dreiermannschaften ausgetragen, also mit einem Doppel.
Die Gruppenersten und -zweiten der Kategorie 2 kämpften um die Plätze 13 bis 14, welche zum Aufstieg in die höhere Kategorie 1 bei der nächsten Europameisterschaft berechtigten. Analog ermittelten die Vorletzten und Letzten aus Kategorie 1 den Absteiger: Sie spielten die Plätze 9 bis 12 aus, wobei der Elfte und Zwölfte bei der nächsten EM in Kategorie 2 antreten muss.
|       | Kategorie 1 | Kategorie 1 | Kategorie 2 | Kategorie 2  | Kategorie 3 | Kategorie 3         | Kategorie 3   |
| Platz | Gruppe A    | Gruppe B    | Gruppe C    | Gruppe D     | Gruppe E    | Gruppe F            | Gruppe G      |
| ----- | ----------- | ----------- | ----------- | ------------ | ----------- | ------------------- | ------------- |
| 1.    | Frankreich  | Schweden    | Slowakei    | Belarus      | Israel      | Ukraine             | Norwegen      |
| 2.    | Belgien     | Polen       | Österreich  | Jugoslawien  | Schweiz     | Portugal            | Luxemburg     |
| 3.    | Russland    | ČSSR        | Rumänien    | Griechenland | Estland     | Bosnien-Herzegowina | Armenien      |
| 4.    | Deutschland | Italien     | Spanien     | Dänemark     | Litauen     | Schottland          | Wales         |
| 5.    | Niederlande | Ungarn      | Kroatien    | Türkei       | Island      | Zypern              | Lettland      |
| 6.    | Slowenien   | England     | Finnland    | Bulgarien    | Malta       | Albanien            | Aserbaidschan |
| 7.    |             |             | Irland      |              |             |                     |               |

|       | Kategorie 1 | Kategorie 1 | Kategorie 2  | Kategorie 2 | Kategorie 3 | Kategorie 3 | Kategorie 3         |
| Platz | Gruppe A    | Gruppe B    | Gruppe C     | Gruppe D    | Gruppe E    | Gruppe F    | Gruppe G            |
| ----- | ----------- | ----------- | ------------ | ----------- | ----------- | ----------- | ------------------- |
| 1.    | Ungarn      | Deutschland | Niederlande  | Slowakei    | Luxemburg   | Belarus     | Portugal            |
| 2.    | Rumänien    | England     | Armenien     | Jugoslawien | Lettland    | Türkei      | Dänemark            |
| 3.    | Russland    | Italien     | Griechenland | Slowenien   | Schottland  | Wales       | Schweiz             |
| 4.    | Ukraine     | ČSSR        | Bulgarien    | Litauen     | Island      | Estland     | Bosnien-Herzegowina |
| 5.    | Frankreich  | Kroatien    | Israel       | Polen       | Albanien    | Irland      | Malta               |
| 6.    | Belgien     | Schweden    | Österreich   | Finnland    | Norwegen    |             | Aserbaidschan       |
| 7.    |             |             |              | Spanien     |             |             |                     |

Nicht angetreten
1. 1 2 3 4 5  nicht angetreten

Aufstieg
1. 1 2 3 4  Aufsteiger

Abstieg
1. 1 2 3 4  Absteiger

|                  | Herren                                | Herren | Damen                                   | Damen   |
| ---------------- | ------------------------------------- | ------ | --------------------------------------- | ------- |
| Halbfinale       | Schweden – Belgien Frankreich – Polen | 4:1    | Ungarn – England Deutschland – Rumänien | 4:0 4:2 |
| Endspiel         | Schweden – Frankreich                 | 4:1    | Deutschland – Ungarn                    | 4:2     |
| Spiel um Platz 3 | Polen – Belgien                       | 4:1    | Rumänien – England                      | 4:0     |

## Abschneiden der Deutschen
Cheftrainerin war Eva Jeler. Klaus Schmittinger und der Jugoslawe Zlatko Čordaš betreuten die Herren, Dirk Schimmelpfennig trainierte die Damen.

### Herrenmannschaft
Die deutsche Mannschaft kassierte in der 1. Kategorie in Gruppe A Niederlagen gegen Frankreich, Belgien und Russland. Dem gegenüber standen Siege über die Niederlande und Slowenien. Dies reichte nur für Platz vier. In der Zwischenrunde um die Plätze 5 bis 8 gewann sie gegen die ČSSR und Russland jeweils mit 4:1, was zu Platz fünf reichte.
Bester deutscher Spieler war Jörg Roßkopf mit einer 10:2-Bilanz im Einzel. Thomas Schröder feierte in den Länderkämpfen gegen Slowenien und Frankreich sein Debüt, blieb dabei jedoch sieglos.

### Damenmannschaft
Die deutschen Damen waren in die Gruppe B der Kategorie 1 eingeteilt und erreichten hier Platz eins, indem sie gegen Italien, Kroatien, Schweden und die ČSSR jeweils 4:0 und gegen England mit 4:1 gewannen. In den Spielen um die Plätze 1 bis 4 besiegten sie Rumänien mit 4:2 und schließlich im Endspiel Ungarn mit 4:2.
Jie Schöpp erzielte in den Einzeln eine 9:0-Bilanz.

### Herreneinzel
- Jörg Roßkopf: Freilos in Runde 1, Sieg gegen Linus Eriksson (Finnland), Philippe Saive (Belgien), Andrzej Grubba (Polen), Niederlage im Viertelfinale gegen Jean-Philippe Gatien (Frankreich)
- Steffen Fetzner: Sieg gegen Euan Alexander Walker (Schottland), Zsolt Harczi (Ungarn), Nicolas Chatelain (Frankreich), Niederlage im Achtelfinale gegen Kalinikos Kreanga (Griechenland)
- Peter Franz: Sieg gegen Sergej Sokolovski (Ukraine), Kostadin Lengerov (Österreich), Niederlage gegen Jean-Michel Saive (Belgien)
- Richard Prause: Niederlage gegen Werner Schlager (Österreich)
- Thomas Schröder: Niederlage gegen Qianli Qian (Österreich)

### Dameneinzel
- Nicole Struse: Freilos, Sieg gegen Alena Vachovcová (ČZ), Emily Noor (Niederlande), Åsa Svensson (Schweden), Ni Xialian (Luxemburg), Elke Schall (Deutschland), Krisztina Tóth (Ungarn)
- Elke Schall: Sieg gegen Elena Shvets (Ukraine), Rūta Garkauskaite (Litauen), Otilia Bădescu (Rumänien), Jelena Timina (Russland), Mirjam Hooman (Niederlande), Niederlage im Halbfinale gegen Nicole Struse
- Jie Schöpp: Freilos, Sieg gegen Veronika Pavlovich (Belarus), Pernilla Pettersson (Schweden), Vivien Ello (Ungarn), Irina Palina (Russland), Niederlage im Halbfinale gegen Krisztina Tóth (Ungarn)
- Olga Nemes: Freilos, Sieg gegen Agnes Le Lannic (Frankreich), Elena Kovtun (Ukraine), Niederlage im Achtelfinale gegen Emilia Ciosu (Rumänien)
- Christina Fischer: Sieg gegen Eldijana Aganovic (Kroatien), Niederlage gegen Andrea Holt (England)

### Herrendoppel
- Jörg Roßkopf/Steffen Fetzner: Freilos, Sieg gegen Miroslav Bindac/Josef Plachý (ČSSR), Ding Yi/Qianli Qian (Österreich), Dmitri Masunow/Wladimir Samsonow (Belarus), Niederlage im Halbfinale gegen Lucjan Błaszczyk/Andrzej Grubba (Polen)
- Peter Franz/Petr Korbel (ČSSR): Sieg gegen Gerard Boyle/Wai Sunchan (Irland), Vladi Janci/Anton Kutis (Slowakei), Niederlage im Achtelfinale gegen Peter Karlsson/Thomas von Scheele (Schweden)
- Richard Prause/Kostadin Lengerov (Österreich): Sieg gegen Erik Lindh/Jens Lundqvist (Schweden), Niederlage gegen Danir Aitkovic/Zoran Primorac (Kroatien)
- Thomas Schröder/Alexander Unterreiner (Österreich): Niederlage gegen Lucjan Błaszczyk/Andrzej Grubba (Polen)

### Damendoppel
- Elke Schall/Nicole Struse: Freilos, Sieg gegen Sanela Jurinec/Mirela Sikoronja (Kroatien), Alessia Arisi/Galina Melnik (Italien/Russland), Vivien Ello/Tu Dai Yong (Ungarn/Schweiz), Otilia Bădescu/Emilia Ciosu (Rumänien), Bettine Vriesekoop/Emily Noor (Niederlande)
- Olga Nemes/Jie Schöpp: Freilos, Sieg gegen Armine Makinian/Laura Negrisoli (Armenien/Italien), Niederlage im Achtelfinale gegen Rūta Garkauskaite/Jolanta Prūsienė (Litauen)
- Christina Fischer/Darja Bajc (Slowenien): Sieg gegen Mirjam Hooman/Gerdie Keen (Niederlande), Niederlage gegen Renata Peluchova/Hana Placha (ČSSR)

### Mixed
- Allan Bentsen/Christina Fischer (Dänemark/Deutschland): Sieg gegen Sandro Caenaro/Peggy Regenwetter (Luxemburg), Steffen Fetzner/Olga Nemes (Deutschland), Thierry Miller/Tu Dai Yong (Schweiz), Sung Chen/Ni Xialian (Niederlande/Luxemburg), Niederlage im Viertelfinale gegen Kalinikos Kreanga/Otilia Bădescu (Griechenland/Rumänien)
- Peter Franz/Nicole Struse: Freilos, Sieg gegen Evgueni Shetinin/Tatsiana Kostromina (Belarus), Roberto Casares/Elisabet Arnau (Spanien), Niederlage im Achtelfinale gegen Christophe Legoût/Anne Boileau (Frankreich)
- Thomas Schröder/Jie Schöpp: Sieg gegen Oleg Danchenko/Marina Kravchenko (Ukraine/Israel), Gregor Skafar/Petra Dermastija (Slowenien), Niederlage gegen Patrick Chila/Åsa Svensson (Frankreich/Schweden)
- Richard Prause/Elke Schall: Sieg gegen Daniel Wintersdorff/Benedicte Meyer (Luxemburg), Rade Markovic/Marta Poljak (Serbien), Niederlage gegen Trinko Keen/Gerdie Keen (Niederlande)

## Wissenswertes
- Kritisiert wurde die schlechte Turnierorganisation durch den Veranstalter, aber auch die ETTU, die im Vorfeld den Veranstalter ungenügend überprüft habe.[1]
- Die Schwedin Marie Svensson, Europameisterin von 1994, sagte die Teilnahme wegen einer Fußverletzung ab.[2]

## ETTU-Kongress
Parallel zu den Wettkämpfen trat der ETTU-Kongress zusammen. Die Delegierten hoben die Ausländerbeschränkung für den Europapokal auf. Hier sind nun alle Aktive spielberechtigt, die zu einem Mitgliedsstaat der ETTU gehören. Somit kann beispielsweise eine deutsche Mannschaft ausschließlich aus Ausländern bestehen.

## Ergebnisse
| Wettbewerb        | Rang  | Sieger                                                                                              |
| ----------------- | ----- | --------------------------------------------------------------------------------------------------- |
| Mannschaft Herren | 1.    | Schweden (Jan-Ove Waldner, Erik Lindh, Peter Karlsson, Thomas von Scheele, Jörgen Persson)          |
| Mannschaft Herren | 2.    | Frankreich (Damien Éloi, Nicolas Chatelain, Jean-Philippe Gatien, Patrick Chila, Christophe Legoût) |
| Mannschaft Herren | 3.    | Polen (Andrzej Grubba, Lucjan Błaszczyk, Piotr Skierski, Tomasz Krzeszewski, Piotr Szafranek)       |
| Mannschaft Herren | 4.    | Belgien (Jean-Michel Saive, Philippe Saive, Andras Podpinka, Sebastien Massart, Marc Closset)       |
| Mannschaft Herren | 5.    | Deutschland (Jörg Roßkopf, Steffen Fetzner, Peter Franz, Richard Prause, Thomas Schröder)           |
| Mannschaft Herren | 14.   | Österreich (Werner Schlager, Ding Yi, Qianli Qian, Kostadin Lengerov, Karl Jindrak)                 |
| Mannschaft Herren | 31.   | Schweiz (Thierry Miller, Jens Sidler, Marc Schreiber, Beat Staufer)                                 |
| Mannschaft Damen  | 1.    | Deutschland (Olga Nemes, Nicole Struse, Jie Schöpp, Elke Schall, Christina Fischer)                 |
| Mannschaft Damen  | 2.    | Ungarn (Csilla Bátorfi, Krisztina Tóth, Vivien Ello, Mária Fazekas)                                 |
| Mannschaft Damen  | 3.    | Rumänien (Otilia Bădescu, Emilia Ciosu, Adriana Simion, Mihaela Șteff)                              |
| Mannschaft Damen  | 4.    | England (Lisa Lomas, Andrea Holt, Alison Broe, Nicola Deaton)                                       |
| Mannschaft Damen  | 24.   | Österreich (Petra Fichtinger, Martina Rabl, Michaela Zillner, Karin Albustin)                       |
| Mannschaft Damen  | 32.   | Schweiz (Tu Dai Yong, Tini Schmid, Sandra Busin)                                                    |
| Herren Einzel     | 1.    | Jan-Ove Waldner (SWE)                                                                               |
| Herren Einzel     | 2.    | Jörgen Persson (SWE)                                                                                |
| Herren Einzel     | 3.–4. | Jean-Philippe Gatien (FRA)                                                                          |
| Herren Einzel     | 3.–4. | Peter Karlsson (SWE)                                                                                |
| Damen Einzel      | 1.    | Nicole Struse (GER)                                                                                 |
| Damen Einzel      | 2.    | Krisztina Tóth (HUN)                                                                                |
| Damen Einzel      | 3.–4. | Jie Schöpp (GER)                                                                                    |
| Damen Einzel      | 3.–4. | Elke Schall (GER)                                                                                   |
| Herren Doppel     | 1.    | Jan-Ove Waldner/Jörgen Persson (SWE)                                                                |
| Herren Doppel     | 2.    | Lucjan Błaszczyk/Andrzej Grubba (POL)                                                               |
| Herren Doppel     | 3.–4. | Kalinikos Kreanga/Zoran Kalinić (GRE/YUG)                                                           |
| Herren Doppel     | 3.–4. | Jörg Roßkopf/Steffen Fetzner (GER)                                                                  |
| Damen Doppel      | 1.    | Nicole Struse/Elke Schall (GER)                                                                     |
| Damen Doppel      | 2.    | Bettine Vriesekoop/Emily Noor (NED)                                                                 |
| Damen Doppel      | 3.–4. | Otilia Bădescu/Emilia Ciosu (ROM)                                                                   |
| Damen Doppel      | 3.–4. | Rūta Garkauskaite/Jolanta Prūsienė (LIT)                                                            |
| Mixed             | 1.    | Wladimir Samsonow/Krisztina Tóth (BLR/HUN)                                                          |
| Mixed             | 2.    | Kalinikos Kreanga/Otilia Bădescu (GRE/ROM)                                                          |
| Mixed             | 3.–4. | Maxim Shmyrev/Galina Melnik (RUS)                                                                   |
| Mixed             | 3.–4. | Lucjan Błaszczyk/Emilia Ciosu (POL/ROM)                                                             |